# Academy of Country Music Awards
De Academy of Country Music Awards (ACM Awards) werden voor het eerst gehouden in 1966, ter ere van de prestaties van de industrie in het voorgaande jaar. Het was het eerste countrymuziekprijzenprogramma van een grote organisatie. De kenmerkende 'hoed'-trofee van de Academie werd voor het eerst gemaakt in 1968. De prijzen werden voor het eerst uitgezonden in 1972 bij ABC. In 1979 werkte de Academy samen met Dick Clark Productions om de show te produceren. Dick Clark en Al Schwartz dienden als producenten, terwijl Gene Weed als regisseur diende. Onder hun leiding verhuisde de show naar NBC en uiteindelijk naar CBS, waar het tot 2021 werd uitgezonden. 
De Academie nam in 2003 een slankere, moderne versie van de 'hoed'-trofee aan, die nu wordt gemaakt door de New Yorkse firma Society Awards. In 2004 hield de organisatie online prijsuitreikingen voor haar professionele leden en werd daarmee de eerste prijsuitreiking op televisie die dit deed. «Entertainer of the Year» was acht jaar lang tot 2016 een door fans gestemde prijs, toen de ACM aankondigde te stoppen met stemmen via internet en de drie categorieën voor nieuwe artiesten.

## Stemproces
Stemmende leden van de Academy of Country Music kiezen de genomineerden. In 2016 kondigde de ACM, na een experiment van acht jaar dat bedoeld was om de betrokkenheid van de consument te vergroten, het besluit aan om te stoppen met het stemmen van fans voor «Entertainer of the Year» en de drie categorieën voor nieuwe artiesten, vanwege de kosten van deelname en verschillende breuken die waren ontstaan onder artiesten. Het programma was vanaf het begin controversieel en omvatte de aanmoediging voor het invullen van web-stembiljetten, die berucht was bij soortgelijke prijzen die tijdens andere ceremonies werden uitgereikt. Kenny Chesney had, nadat hij in 2008 de eerste stem van fans voor entertainer had gewonnen, kritiek op het achtergrondproces en klaagde dat in plaats van het harde werk van artiesten te erkennen, de stemming was overgegaan in een marketingwedstrijd die mensen beloonde voor zien hoe hard je op de knoppen van mensen kunt drukken op het internet. De winnaar van bijvoorbeeld entertainer wordt nu gestemd door dezelfde mensen die de winnaar van de mannelijke of vrouwelijke vocalist hebben gekozen.

## Onderscheidingen
De meest prestigieuze prijzen zijn voor «Artiest van het decennium» en «Entertainer van het jaar». Er zijn een aantal andere onderscheidingen om mannelijke en vrouwelijke vocalisten, albums, video's, liedjes en muzikanten te erkennen. De prijzen worden doorgaans uitgereikt in april of mei en erkennen de prestaties van het voorgaande jaar.

### Triple-Crown Award
De Triple-Crown Award is een elite-eer die is uitgereikt aan slechts zeven country-acts in de geschiedenis van de Academy of Country Music Awards. De onderscheiding onderscheidt de prestatie van een artiest, duo of groep bij ontvangst van de nieuwe artiest (of nieuwe mannelijke vocalist, nieuwe vrouwelijke vocalist, nieuwe solozanger, nieuwe vocale duo, nieuwe vocale groep of nieuwe vocale duo of groep), en mannelijke/vrouwelijke vocalist (of vocale duo, vocale groep, vocale duo of groep) en Entertainer of the Year awards. Onder de latere ontvangers ontving Carrie Underwood het bij de ACM Awards,  terwijl Jason Aldean de zijne ontving bij de jaarlijkse ACM Honours. De volgende lijst toont de artiesten die de prijs hebben gewonnen en het eerste jaar dat elk van de vereiste categorieën wint. Twee artiesten, The Chicks en Keith Urban, hebben de mijlpalen bereikt die nodig zijn om de prijs in ontvangst te nemen, maar ze zijn nog niet toegekend.
- Kenny Chesney (gepresenteerd 2005): Top New Male Vocalist: 1998, Top Male Vocalist: 2003, Entertainer of the Year: 2005
- Merle Haggard (gepresenteerd 2005): Top New Male Vocalist: 1966, Top Male Vocalist: 1967, Entertainer of the Year: 1971
- Mickey Gilley[1] (gepresenteerd 2005): Top New Male Vocalist: 1975, Top Male Vocalist: 1977, Entertainer of the Year: 1977
- Barbara Mandrell (gepresenteerd 2005): Top New Female Vocalist: 1972, Top Female Vocalist: 1979, Entertainer of the Year: 1981
- Brooks & Dunn (gepresenteerd 2005): Top New Vocal Duet or Group: 1992, Top Vocal Duet: 1992, Entertainer of the Year: 1996
- Carrie Underwood (gepresenteerd 2010): Top New Female Vocalist: 2006, Top Female Vocalist: 2007, Entertainer of the Year: 2009
- Jason Aldean (gepresenteerd 2016): Top New Male Vocalist: 2006, Top Male Vocalist: 2013, Entertainer of the Year: 2016

## Lokaties
De Academy of Country Music Awards werden oorspronkelijk tot en met 2002 op verschillende locaties in Greater Los Angeles gehouden. In 2003 verhuisde de ceremonie naar Las Vegas, eerst in het Mandalay Bay Events Center tot 2005 en later in de MGM Grand Garden Arena van 2006 tot 2014. In 2015 werd de ceremonie gehouden in het AT&T Stadium in Arlington, in de Dallas-Fort Worth Metroplex in 2015 om zijn 50e verjaardag te vieren. De ceremonie brak dat jaar het Guinness-record voor «Most Attended Awards Show» met 70.252 aanwezigen.  De ceremonie keerde terug naar de MGM Grand Garden Arena voor 2016 en verhuisde vervolgens naar de T-Mobile Arena in Las Vegas voor 2017. In 2018 en 2019 werd de show opnieuw uitgezonden vanuit de MGM Grand Garden Arena. In 2020 en 2021 vond de persoonlijke ceremonie in Las Vegas niet plaats vanwege de COVID-19-pandemie; de twee ceremonies werden gehouden op verschillende locaties in Nashville, met als belangrijkste locaties het Grand Ole Opry House, Ryman Auditorium en het Bluebird Café. De ACM bevestigde een terugkeer naar Las Vegas voor 2022 met de ceremonie gepland in het Allegiant Stadium.

## 1965
- Top Male Vocalist: Buck Owens
- Top Female Vocalist: Bonnie Owens
- Top Vocal Duo: Merle Haggard und Bonnie Owens
- Top New Male Vocalist: Merle Haggard
- Top New Female Vocalist: Kaye Adams

## 1966
- Top Male Vocalist: Merle Haggard
- Top Female Vocalist: Bonnie Guitar
- Top New Male Vocalist: Billy Mize
- Top New Female Vocalist: Cathie Taylor

## 1967
- Album Of The Year: Gentle On My Mind – Glen Campbell
- Top Male Vocalist: Glen Campbell
- Top Female Vocalist: Lynn Anderson
- Top Vocal Duo: Merle Haggard and Bonnie Owens
- Top Vocal Group: The Sons of the Pioneers
- Top New Male Vocalist: Jerry Inman
- Top New Female Vocalist: Bobbie Gentry

## 1968
- Single Of The Year: Little Green Apples – Roger Miller
- Album Of The Year: Glen Campbell & Bobbie Gentry – Glen Campbell & Bobbie Gentry
- Top Male Vocalist: Glen Campbell
- Top Female Vocalist: Cathie Taylor
- Top Vocal Duo: Johnny Mosby and Jonie Mosby
- Top New Male Vocalist: Ray Sanders
- Top New Female Vocalist: Cheryl Poole

## 1969
- Single Of The Year: Okie From Muskogee – Merle Haggard
- Album Of The Year: Okie From Muskogee – Merle Haggard
- Top Male Vocalist: Merle Haggard
- Top Female Vocalist: Tammy Wynette
- Top Vocal Duo: Merle Haggard and Bonnie Owens
- Top Vocal Group: The Kimberleys
- Top New Male Vocalist: Freddy Weller
- Top New Female Vocalist: Donna Fargo

## 1970
- Entertainer Of The Year: Merle Haggard
- Song Of The Year: For The Good Times – Ray Price – Kris Kristofferson
- Single Of The Year: For The Good Times – Ray Price
- Album Of The Year: For The Good Times – Ray Price
- Top Male Vocalist: Merle Haggard
- Top Female Vocalist: Lynn Anderson
- Top Vocal Group: The Kimberleys
- Top New Male Vocalist: Buddy Alan
- Top New Female Vocalist: Sammi Smith

## 1971
- Entertainer Of The Year: Freddie Hart
- Song Of The Year: Easy Lovin' – Freddie Hart – Freddie Hart
- Single Of The Year: Easy Lovin' – Freddie Hart
- Album Of The Year: Easy Lovin' – Freddie Hart
- Top Male Vocalist: Freddie Hart
- Top Female Vocalist: Loretta Lynn
- Top Vocal Duo: Conway Twitty and Loretta Lynn
- Top New Male Vocalist: Tony Booth
- Top New Female Vocalist: Barbara Mandrell

## 1972
- Entertainer Of The Year: Roy Clark
- Song Of The Year: The Happiest Girl In The Whole U.S.A. – Donna Fargo – Yvonne Silver
- Single Of The Year: Happiest Girl – Donna Fargo
- Album Of The Year: Happiest Girl – Donna Fargo
- Top Male Vocalist: Merle Haggard
- Top Female Vocalist: Donna Fargo
- Top Vocal Group: Statler Brothers
- Top New Male Vocalist: Johnny Rodriguez
- Top New Female Vocalist: Tanya Tucker
- Pioneer Award: Stuart Hamblen

## 1973
- Entertainer Of The Year: Roy Clark
- Song Of The Year: Behind Closed Doors – Charlie Rich – Kenny O’Dell
- Single Of The Year: Behind Closed Doors – Charlie Rich
- Album Of The Year: Behind Closed Doors – Charlie Rich
- Top Male Vocalist: Charlie Rich
- Top Female Vocalist: Loretta Lynn
- Top Vocal Group: Brush Arbor
- Top New Male Vocalist: Dorsey Burnette
- Top New Female Vocalist: Olivia Newton-John

## 1974
- Entertainer Of The Year: Mac Davis
- Song Of The Year: Country Bumpkin – Cal Smith – Don Wayne
- Single Of The Year: Country Bumpkin – Cal Smith
- Album Of The Year: Back Home Again – John Denver
- Top Male Vocalist: Merle Haggard
- Top Female Vocalist: Loretta Lynn
- Top Vocal Duo: Conway Twitty and Loretta Lynn
- Top New Male Vocalist: Mickey Gilley
- Top New Female Vocalist: Linda Ronstadt

## 1975
- Entertainer Of The Year: Loretta Lynn
- Song Of The Year: Rhinestone Cowboy – Glen Campbell – Larry Weiss
- Single Of The Year: Rhinestone Cowboy – Glen Campbell
- Album Of The Year: Feelings – Loretta Lynn, Conway Twitty
- Top Male Vocalist: Conway Twitty
- Top Female Vocalist: Loretta Lynn
- Top Vocal Duo: Conway Twitty and Loretta Lynn
- Top New Male Vocalist: Freddy Fender
- Top New Female Vocalist: Crystal Gayle

## 1976
- Entertainer Of The Year: Mickey Gilley
- Song Of The Year: Don't The Girls All Get Prettier At Closing Time – Mickey Gilley – Baker Knight
- Single Of The Year: Bring It On Home – Mickey Gilley
- Album Of The Year: Gilley's Smoking – Mickey Gilley
- Top Male Vocalist: Mickey Gilley
- Top Female Vocalist: Crystal Gayle
- Top Vocal Duo: Conway Twitty and Loretta Lynn
- Top New Male Vocalist: Moe Bandy
- Top New Female Vocalist: Billie Jo Spears

## 1977
- Entertainer Of The Year: Dolly Parton
- Song Of The Year: Lucille – Kenny Rogers – Roger Bowling, Hal Bynum
- Single Of The Year: Lucille – Kenny Rogers
- Album Of The Year: Kenny Rogers – Kenny Rogers
- Top Male Vocalist: Kenny Rogers
- Top Female Vocalist: Crystal Gayle
- Top Vocal Group: Statler Brothers
- Top New Male Vocalist: Eddie Rabbitt
- Top New Female Vocalist: Debby Boone

## 1978
- Entertainer Of The Year: Kenny Rogers
- Song Of The Year: You Needed Me – Anne Murray – Randy Goodrum
- Single Of The Year: Tulsa Time – Don Williams
- Album Of The Year: Y'all Come Back Saloon – Oak Ridge Boys
- Top Male Vocalist: Kenny Rogers
- Top Female Vocalist: Barbara Mandrell
- Top Vocal Group: Oak Ridge Boys
- Top New Male Vocalist: John Conlee
- Top New Female Vocalist: Christy Lane

## 1979
- Entertainer Of The Year: Willie Nelson
- Song Of The Year: It's A Cheatin' Situation – Moe Bandy – Sony Throckmorton, Curly Putman
- Single Of The Year: All The Gold In California – Larry Gatlin
- Album Of The Year: Straight Ahead – Larry Gatlin
- Top Male Vocalist: Larry Gatlin
- Top Female Vocalist: Crystal Gayle
- Top Vocal Duo: Joe Stampley and Moe Bandy
- Top New Male Vocalist: R.C. Bannon
- Top New Female Vocalist: Lacy J. Dalton

## 1980
Entertainer Of The Year: Barbara Mandrell
- Song Of The Year: He Stopped Loving Her Today – George Jones – Bobby Braddock, Curly Putman
- Single Of The Year: He Stopped Loving Her Today – George Jones
- Album Of The Year: Movie Soundtrack Urban Cowboy
- Top Male Vocalist: George Jones
- Top Female Vocalist: Dolly Parton
- Top New Male Vocalist: Johnny Lee
- Top New Female Vocalist: Terri Gibbs

## 1981
- Entertainer Of The Year: Alabama
- Song Of The Year: You're The Reason God Made Oklahoma – David Frizzell und Shelly West
- Single Of The Year: Elvira – Oak Ridge Boys
- Album Of The Year: Feels So Right – Alabama
- Top Male Vocalist: Merle Haggard
- Top Female Vocalist: Barbara Mandrell
- Top Vocal Duo: Shelly West and David Frizzell
- Top New Male Vocalist: Ricky Skaggs
- Top New Female Vocalist: Juice Newton

## 1982
- Entertainer Of The Year: Alabama
- Song Of The Year: Are The Good Times Really Over – Merle Haggard
- Single Of The Year: Always On My Mind – Willie Nelson
- Album Of The Year: Always On My Mind – Willie Nelson
- Top Male Vocalist: Ronnie Milsap
- Top Female Vocalist: Sylvia
- Top Vocal Duo: Shelly West and David Frizzell
- Top Vocal Group: Alabama
- Top New Male Vocalist: Michael Martin Murphey
- Top New Female Vocalist: Karen Brooks

## 1983
- Entertainer Of The Year: Alabama
- Song Of The Year: The Wind Beneath My Wings – Gary Morris – Larry Henley, Jeff Silbar
- Single Of The Year: Islands In The Stream – Kenny Rogers and Dolly Parton
- Album Of The Year: The Closer You Get – Alabama
- Top Male Vocalist: Lee Greenwood
- Top Female Vocalist: Janie Fricke
- Top Vocal Duo: Dolly Parton and Kenny Rogers
- Top Vocal Group: Alabama
- Top New Male Vocalist: Jim Glaser
- Top New Female Vocalist: Gus Hardin

## 1984
- Entertainer Of The Year: Alabama
- Song Of The Year: Why Not Me – The Judds – Harlan Howard, Brent Maher, Sonny Throckmorton
- Single Of The Year: To All The Girls I've Loved Before – Willie Nelson, Julio Iglesias
- Album Of The Year: Roll On – Alabama
- Top Male Vocalist: George Strait
- Top Female Vocalist: Reba McEntire
- Top Vocal Duo: The Judds
- Top Vocal Group: Alabama
- Top New Male Vocalist: Vince Gill
- Top New Female Vocalist: Nicolette Larson
- Video Of The Year: All My Rowdy Friends Are Coming Over Tonight – Hank Williams Jr.

## 1985
- Entertainer Of The Year: Alabama
- Song Of The Year: Lost In The Fifties – Ronnie Milsap – Fredericke Darris, Michael Reid, Troy Seals
- Single Of The Year: Highwayman – Willie Nelson, Waylon Jennings, Johnny Cash, Kris Kristofferson
- Album Of The Year: Does Fort Worth Ever Cross Your Mind – George Strait
- Top Male Vocalist: George Strait
- Top Female Vocalist: Reba McEntire
- Top Vocal Duo: The Judds
- Top Vocal Group: Alabama
- Top New Male Vocalist: Randy Travis
- Top New Female Vocalist: Judy Rodman
- Video Of The Year: Who's Gonna Fill Their Shoes – George Jones

## 1986
- Entertainer Of The Year: Hank Williams Jr.
- Song Of The Year: On The Other Hand – Randy Travis – Paul Overstreet, Don Schlitz
- Single Of The Year: On The Other Hand – Randy Travis
- Album Of The Year: Storms Of Life – Randy Travis
- Top Male Vocalist: Randy Travis
- Top Female Vocalist: Reba McEntire
- Top Vocal Duo: The Judds
- Top Vocal Group: Forester Sisters
- Top New Male Vocalist: Dwight Yoakam
- Top New Female Vocalist: Holly Dunn
- Video Of The Year: Whoever's In New England – Reba McEntire

## 1987
- Entertainer Of The Year: Hank Williams Jr.
- Song Of The Year: Forever And Ever Amen – Randy Travis – Paul Overstreet, Don Schlitz
- Single Of The Year: Forever And Ever Amen – Randy Travis
- Album Of The Year: Trio – Trio
- Top Male Vocalist: Randy Travis
- Top Female Vocalist: Reba McEntire
- Top Vocal Duo: The Judds
- Top Vocal Group: Highway 101
- Top New Male Vocalist: Ricky Van Shelton
- Top New Female Vocalist: K.T. Oslin
- Video Of The Year: 80's Ladies – K.T. Oslin

## 1988
- Entertainer Of The Year: Hank Williams Jr.
- Song Of The Year: Eighteen Wheels And A Dozen Roses – Kathy Mattea – Charles Nelson, Paul Nelson
- Single Of The Year: Eighteen Wheels And A Dozen Roses – Kathy Mattea
- Album Of The Year: This Woman – K.T. Oslin
- Top Male Vocalist: George Strait
- Top Female Vocalist: K.T. Oslin
- Top Vocal Duo: The Judds
- Top Vocal Group: Highway 101
- Top New Male Vocalist: Rodney Crowell
- Top New Female Vocalist: Suzy Bogguss
- Video Of The Year: Young Country – Hank Williams Jr.

## 1989
- Entertainer Of The Year: George Strait
- Song Of The Year: Where've You Been – Kathy Mattea – Jon Vezner, Don Henry
- Single Of The Year: A Better Man – Clint Black
- Album Of The Year: Killin' Time – Clint Black
- Top Male Vocalist: Clint Black
- Top Female Vocalist: Kathy Mattea
- Top Vocal Duo: The Judd
- Top Vocal Group: Restless Heart
- Top New Male Vocalist: Clint Black
- Top New Female Vocalist: Mary Chapin Carpenter
- Top New Vocal Duo Or Group: Kentucky HeadHunters
- Video Of The Year: There’s A Tear In My Beer – Hank Williams Jr.

## 1990
- Entertainer Of The Year: Garth Brooks
- Song Of The Year: The Dance – Garth Brooks – Tony Arata
- Single Of The Year: Friends In Low Places – Garth Brooks
- Album Of The Year: No Fences – Garth Brooks
- Top Male Vocalist: Garth Brooks
- Top Female Vocalist: Reba McEntire
- Top Vocal Duo: The Judds
- Top Vocal Group: Shenandoah
- Top New Male Vocalist: Alan Jackson
- Top New Female Vocalist: Shelby Lynne
- Top New Vocal Duo Or Group: Pirates of the Mississippi
- Video Of The Year: The Dance – Garth Brooks

## 1991
- Entertainer Of The Year: Garth Brooks
- Song Of The Year: Somewhere In My Broken Heart – Billy Dean – Billy Dean, Richard Leigh
- Single Of The Year: Don't Rock The Jukebox – Alan Jackson
- Album Of The Year: Don't Rock The Jukebox – Alan Jackson
- Top Male Vocalist: Garth Brooks
- Top Female Vocalist: Reba McEntire
- Top Vocal Duo: Brooks & Dunn
- Top Vocal Group: Diamond Rio
- Top New Male Vocalist: Billy Dean
- Top New Female Vocalist: Trisha Yearwood
- Top New Vocal Duo Or Group: Brooks & Dunn
- Video Of The Year: Is There Life Out There? – Reba McEntire

## 1992
- Entertainer Of The Year: Garth Brooks
- Song Of The Year: I Still Believe In You – Vince Gill – Vince Gill, John Barlow Jarvis
- Single Of The Year: Boot Scootin' Boogie – Brooks & Dunn
- Album Of The Year: Brand New Man – Brooks & Dunn
- Top Male Vocalist: Vince Gill
- Top Female Vocalist: Mary Chapin Carpenter
- Top Vocal Duo: Brooks & Dunn
- Top Vocal Group: Diamond Rio
- Top New Male Vocalist: Tracy Lawrence
- Top New Female Vocalist: Michelle Wright
- Top New Vocal Duo Or Group: Confederate Railroad
- Video Of The Year: Two Sparrows In A Hurricane – Tanya Tucker

## 1993
- Entertainer Of The Year: Garth Brooks
- Song Of The Year: I Love The Way You Love Me – John Michael Montgomery – Victoria Shaw, Chuck Cannon
- Single Of The Year: Chattahoochee – Alan Jackson
- Album Of The Year: A Lot About Livin’ – Alan Jackson
- Top Male Vocalist: Vince Gill
- Top Female Vocalist: Wynonna
- Top Vocal Duo: Brooks & Dunn
- Top Vocal Group: Little Texas
- Top New Male Vocalist: John Michael Montgomery
- Top New Female Vocalist: Faith Hill
- Top New Vocal Duo Or Group:  	Gibson Miller Band
- Video Of The Year: We Shall Be Free – Garth Brooks

## 1994
- Entertainer Of The Year: Reba McEntire
- Song Of The Year: I Swear – John Michael Montgomery – Gary Baker, Frank Myers
- Single Of The Year: I Swear – John Michael Montgomery
- Album Of The Year: Not A Moment Too Soon – Tim McGraw
- Top Male Vocalist: Alan Jackson
- Top Female Vocalist: Reba McEntire
- Top Vocal Duo: Brooks & Dunn
- Top Vocal Group: The Mavericks
- Top New Male Vocalist: Tim McGraw
- Top New Female Vocalist: Chely Wright
- Top New Vocal Duo Or Group: The Mavericks
- Video Of The Year: The Red Strokes – Garth Brooks

## 1995
- Entertainer Of The Year: Brooks & Dunn
- Song Of The Year: The Keeper of the Stars – Tracy Byrd – Dickey Lee, Karen Staley, Danny Mayo
- Single Of The Year: Check Yes Or No – George Strait
- Album Of The Year: The Woman In Me – Shania Twain
- Top Male Vocalist: Alan Jackson
- Top Female Vocalist: Patty Loveless
- Top Vocal Duo: Brooks & Dunn
- Top Vocal Group: The Mavericks
- Top New Male Vocalist: Bryan White
- Top New Female Vocalist: Shania Twain
- Top New Vocal Duo Or Group: Lonestar
- Video Of The Year: The Car – Jeff Carson

## 1996
- Entertainer Of The Year: Brooks & Dunn
- Song Of The Year: Blue – LeAnn Rimes – Bill Mack
- Single Of The Year: Blue – LeAnn Rimes
- Album Of The Year: Blue Clear Sky – George Strait
- Top Male Vocalist: George Strait
- Top Female Vocalist: Patty Loveless
- Top Vocal Duo: Brooks & Dunn
- Top Vocal Group: Sawyer Brown
- Top New Male Vocalist: Trace Adkins
- Top New Female Vocalist: LeAnn Rimes
- Top New Vocal Duo Or Group: Ricochet
- Video Of The Year: I Think About You – Collin Raye

## 1997
- Entertainer Of The Year: Garth Brooks
- Song Of The Year: It's Your Love – Tim McGraw & Faith Hill – Stephony Smith
- Single Of The Year: It's Your Love – Tim McGraw & Faith Hill
- Album Of The Year: Carrying Your Love With Me – George Strait
- Top Male Vocalist: George Strait
- Top Female Vocalist: Trisha Yearwood
- Top Vocal Duo: Brooks & Dunn
- Top Vocal Group: Brooks & Dunn
- Top New Male Vocalist: Kenny Chesney
- Top New Female Vocalist: Lee Ann Womack
- Top New Vocal Duo Or Group: The Kinleys
- Video Of The Year: It's Your Love – Tim McGraw and Faith Hill
- Vocal Event Of The Year: It's Your Love – Tim McGraw and Faith Hill

## 1998
- Entertainer Of The Year: Garth Brooks
- Song Of The Year: Holes in the Floor of Heaven – Steve Wariner, Billy Kirsch
- Single Of The Year: This Kiss – Faith Hill
- Album Of The Year: Wide Open Spaces – Dixie Chicks
- Top Male Vocalist: Tim McGraw
- Top Female Vocalist: Faith Hill
- Top Vocal Duo: Dixie Chicks
- Top Vocal Group: Dixie Chicks
- Top New Male Vocalist: Mark Wills
- Top New Female Vocalist: Jo Dee Messina
- Top New Vocal Duo Or Group: Dixie Chicks
- Video Of The Year: This Kiss – Faith Hill
- Vocal Event Of The Year: Just to Hear You Say That You Love Me – Faith Hill and Tim McGraw

## 1999
- Entertainer Of The Year: Shania Twain
- Song Of The Year: Amazed – Lonestar – Marv Green, Aimee Mayo
- Single Of The Year: Amazed – Lonestar
- Album Of The Year: Fly – Dixie Chicks
- Top Male Vocalist: Tim McGraw
- Top Female Vocalist: Faith Hill
- Top Vocal Duo: Dixie Chicks
- Top Vocal Group: Dixie Chicks
- Top New Male Vocalist: Brad Paisley
- Top New Female Vocalist: Jessica Andrews
- Top New Vocal Duo Or Group: Montgomery Gentry
- Video Of The Year: Breathe – Faith Hill
- Vocal Event Of The Year: When I Said I Do – Clint Black and Lisa Hartman Black

## 2000
- Entertainer Of The Year: Dixie Chicks
- Song Of The Year: I Hope You Dance – Lee Ann Womack – Mark D. Sanders, Tia Sillers
- Single Of The Year: I Hope You Dance – Lee Ann Womack
- Album Of The Year: How Do You Like Me Now?! – Toby Keith
- Top Male Vocalist: Toby Keith
- Top Female Vocalist: Faith Hill
- Top Vocal Duo: Brooks & Dunn
- Top Vocal Group: Dixie Chicks
- Top New Male Vocalist: Keith Urban
- Top New Female Vocalist: Jamie O’Neal
- Top New Vocal Duo Or Group: Rascal Flatts
- Video Of The Year: Goodbye Earl – Dixie Chicks
- Vocal Event Of The Year: I Hope You Dance – Lee Ann Womack and Sons Of The Desert

## 2001
- Entertainer Of The Year: Brooks & Dunn
- Song Of The Year: Where Were You (When The World Stopped Turning) – Alan Jackson – Alan Jackson
- Single Of The Year: Where Were You (When The World Stopped Turning) – Alan Jackson
- Album Of The Year: O Brother Where Art Thou? – verschiedene Interpreten
- Top Male Vocalist: Alan Jackson
- Top Female Vocalist: Martina McBride
- Top Vocal Duo: Brooks & Dunn
- Top Vocal Group: Lonestar
- Top New Male Vocalist: Phil Vassar
- Top New Female Vocalist: Carolyn Dawn Johnson
- Top New Vocal Duo Or Group: Trick Pony
- Video Of The Year: Only In America – Brooks & Dunn
- Vocal Event Of The Year: I Am A Man Of Constant Sorrow

## 2002
- Entertainer Of The Year: Toby Keith
- Song Of The Year: I'm Movin' On – Rascal Flatts – Phillip Brian White, David Vincent Williams
- Single Of The Year: The Good Stuff – Kenny Chesney
- Album Of The Year: Drive – Alan Jackson
- Top Male Vocalist: Kenny Chesney
- Top Female Vocalist: Martina McBride
- Top Vocal Duo: Brooks & Dunn
- Top Vocal Group: Rascal Flatts
- Top New Male Vocalist: Joe Nichols
- Top New Female Vocalist: Kellie Coffey
- Top New Vocal Duo Or Group: Emerson Drive
- Video Of The Year: Drive – Alan Jackson
- Vocal Event Of The Year: Mendocino County Line – Willie Nelson and Lee Ann Womack

## 2003
- Entertainer Of The Year: Toby Keith
- Song Of The Year: Three Wooden Crosses – Randy Travis – Douglas Johnson, Kim Williams Williams
- Single Of The Year: It’s Five O’Clock Somewhere – Alan Jackson
- Album Of The Year: Shock’n Y’ All – Toby Keith
- Top Male Vocalist: Toby Keith
- Top Female Vocalist: Martina McBride
- Top Vocal Duo: Brooks & Dunn
- Top Vocal Group: Rascal Flatts
- Top New Artist: Dierks Bentley
- Video Of The Year: Beer For My Horses – Toby Keith and Willie Nelson
- Vocal Event Of The Year: It's Five O’Clock Somewhere – Alan Jackson

## 2004
- Entertainer Of The Year: Kenny Chesney
- Song Of The Year: Live Like You Were Dying – Tim McGra – Craig Wiseman, Tim Nichols
- Single Of The Year: Live Like You Were Dying – Tim McGraw
- Album Of The Year: Be Here – Keith Urban
- Top Male Vocalist: Keith Urban
- Top Female Vocalist: Gretchen Wilson
- Top Vocal Duo: Brooks & Dunn
- Top Vocal Group: Rascal Flatts
- Top New Artist: Gretchen Wilson
- Video Of The Year: Whiskey Lullaby – Brad Paisley and Alison Krauss
- Vocal Event Of The Year: Whiskey Lullaby – Brad Paisley and Alison Krauss

## 2005
- Entertainer Of The Year: Kenny Chesney
- Song Of The Year: Believe – Brooks & Dunn – Craig Wiseman, Ronnie Dunn
- Single Of The Year: Jesus Take The Wheel – Carrie Underwood
- Album Of The Year: Time Well Wasted – Brad Paisley
- Top Male Vocalist: Keith Urban
- Top Female Vocalist: Sara Evans
- Top Vocal Duo: Brooks & Dunn
- Top Vocal Group: Rascal Flatts
- Top New Male Vocalist: Jason Aldean
- Top New Female Vocalist: Carrie Underwood
- Top New Duo Or Vocal Group: Sugarland
- Video Of The Year: When I Get Where I’m Going – Brad Paisley, Dolly Parton
- Vocal Event Of The Year: When I Get Where I’m Going – Brad Paisley, Dolly Parton

## 2006
- Entertainer Of The Year: Kenny Chesney
- Song Of The Year: Give It Away – George Strait – Bill Anderson, Buddy Cannon, Jamey Johnson
- Single Of The Year: Give It Away – George Strait
- Album Of The Year: Some Hearts – Carrie Underwood
- Top Male Vocalist: Brad Paisley
- Top Female Vocalist: Carrie Underwood
- Top Vocal Duo: Brooks & Dunn
- Top Vocal Group: Rascal Flatts
- Top New Male Vocalist: Rodney Atkins
- Top New Female Vocalist: Miranda Lambert
- Top New Duo Or Vocal Group: Little Big Town
- Video Of The Year: Before He Cheats – Carrie Underwood
- Vocal Event Of The Year: Building Bridges – Brooks & Dunn, Vince Gill, Sheryl Crow

## 2007
- Entertainer of the Year: Kenny Chesney
- Song of the Year: Stay – Jennifer Nettles (performed by Sugarland)
- Single of the Year: Stay – Sugarland
- Album of the Year: Crazy Ex-Girlfriend – Miranda Lambert
- Top Male Vocalist: Brad Paisley
- Top Female Vocalist: Carrie Underwood
- Top Vocal Duo: Brooks & Dunn
- Top Vocal Group: Rascal Flatts
- Top New Male Vocalist: Jack Ingram
- Top New Female Vocalist: Taylor Swift
- Top New Duo or Vocal Group: Lady Antebellum
- Video of the Year: Online – Brad Paisley
- Vocal Event of the Year: Find Out Who Your Friends Are – Tracy Lawrence featuring Tim McGraw and Kenny Chesney
- Crystal Milestone Award: Garth Brooks

## 2008
- Entertainer of the Year: Carrie Underwood
- Song of the Year: In Color – Jemey Johnson, James Otto and Lee Thomas Miller (von Jamey Johnson)
- Single of the Year: You’re Gonna Miss This – Trace Adkins
- Album of the Year: Fearless – Taylor Swift
- Top Male Vocalist: Brad Paisley
- Top Female Vocalist: Carrie Underwood
- Top Vocal Duo: Sugarland
- Top Vocal Group: Rascal Flatts
- Top New Male Vocalist: Jake Owen
- Top New Female Vocalist: Julianne Hough
- Top New Duo or Vocal Group: Zac Brown Band
- Video of the Year: Waitin' on a Woman – Brad Paisley
- Vocal Event of the Year: Start a Band – Brad Paisley and Keith Urban
- Crystal Milestone Award: Taylor Swift, Jennifer Nettles
- The Home Depot Humanitarian Award:  	LeAnn Rimes

## 2009
- Entertainer of the Year: Carrie Underwood
- Song of the Year: Need You Now – Lady Antebellum
- Single of the Year: Need You Now – Lady Antebellum
- Album of the Year: Revolution – Miranda Lambert
- Top Male Vocalist of the Year: Brad Paisley
- Top Female Vocalist of the Year: Miranda Lambert
- Top Vocal Duo of the Year: Brooks & Dunn
- Top Vocal Group of the Year: Lady Antebellum
- Top New Solo Vocalist of the Year: Luke Bryan
- Top New Vocal Duo of the Year: Joey + Rory
- Top New Vocal Group of the Year: Gloriana
- Top New Artist: Luke Bryan
- Video of the Year: White Liar – Miranda Lambert
- Vocal Event of the Year: Hillbilly Bone – Blake Shelton featuring Trace Adkins
- Triple Crown Award: Carrie Underwood
- The Home Depot Humanitarian Award: Montgomery Gentry

## 2010
- Entertainer of the Year: Taylor Swift
- Song of the Year: The House That Built Me – Miranda Lambert
- Single of the Year: The House That Built Me – Miranda Lambert
- Album of the Year: Need You Now – Lady Antebellum
- Top Male Vocalist of the Year: Brad Paisley
- Top Female Vocalist of the Year: Miranda Lambert
- Top Vocal Duo of the Year: Sugarland
- Top Vocal Group of the Year: Lady Antebellum
- Top New Solo Vocalist of the Year: Eric Church
- Top New Duo / Group of the Year: The Band Perry
- Top New Artist: The Band Perry
- Video of the Year: The House That Built Me – Miranda Lambert
- Vocal Event of the Year: As She's Walking Away – Zac Brown Band and Alan Jackson

## 2011
- Entertainer of the Year: Taylor Swift
- Song of the Year: Crazy Girl – Eli Young Band
- Single of the Year: Don't You Wanna Stay – Jason Aldean and Kelly Clarkson
- Album of the Year: Four the Record – Miranda Lambert
- Top Male Vocalist of the Year: Blake Shelton
- Top Female Vocalist of the Year: Miranda Lambert
- Top Vocal Duo of the Year: Thompson Square
- Top Vocal Group of the Year: Lady Antebellum
- Top New Artist: Scotty McCreery
- Video of the Year: Red Solo Cup – Toby Keith
- Vocal Event of the Year: Don't You Wanna Stay – Jason Aldean and Kelly Clarkson

## 2012
- Entertainer of the Year: Luke Bryan
- Song of the Year: Over You – Miranda Lambert
- Single of the Year: Over You – Miranda Lambert
- Album of the Year: Chief – Eric Church
- Top Male Vocalist of the Year: Jason Aldean
- Top Female Vocalist of the Year: Miranda Lambert
- Top Vocal Duo of the Year: Thompson Square
- Top Vocal Group of the Year: Little Big Town
- Top New Artist: Florida Georgia Line
- Video of the Year: Tornado - Little Big Town
- Vocal Event of the Year: The Only Way I Know - Eric Church (& Jason Aldean, Luke Bryan)